# Mangifera similis
Mangifera similis är en sumakväxtart som beskrevs av Carl Ludwig von Blume. Mangifera similis ingår i släktet Mangifera och familjen sumakväxter. Inga underarter finns listade i Catalogue of Life.